# Becky Hill
Rebecca Claire Hill (Bewdley, Inglaterra, 14 de fevereiro de 1994), mais conhecida pelo nome artístico Becky Hill, é uma cantora britânica.

## Curso de vida e carreira
Hill ficou conhecida por sua participação no The Voice UK em 2012. Em 2014, ela teve seu primeiro hit "Losing". Ele foi seguido por colaborações com Oliver Heldens e Marc Kinchen. Em 2016, ela conseguiu um sucesso com o DJ Norway e o DJ Matoma: "False Alarm". Juntamente com o trio de DJ Meduza, ela lançou a música Lose Control em 2019.